# Mayda

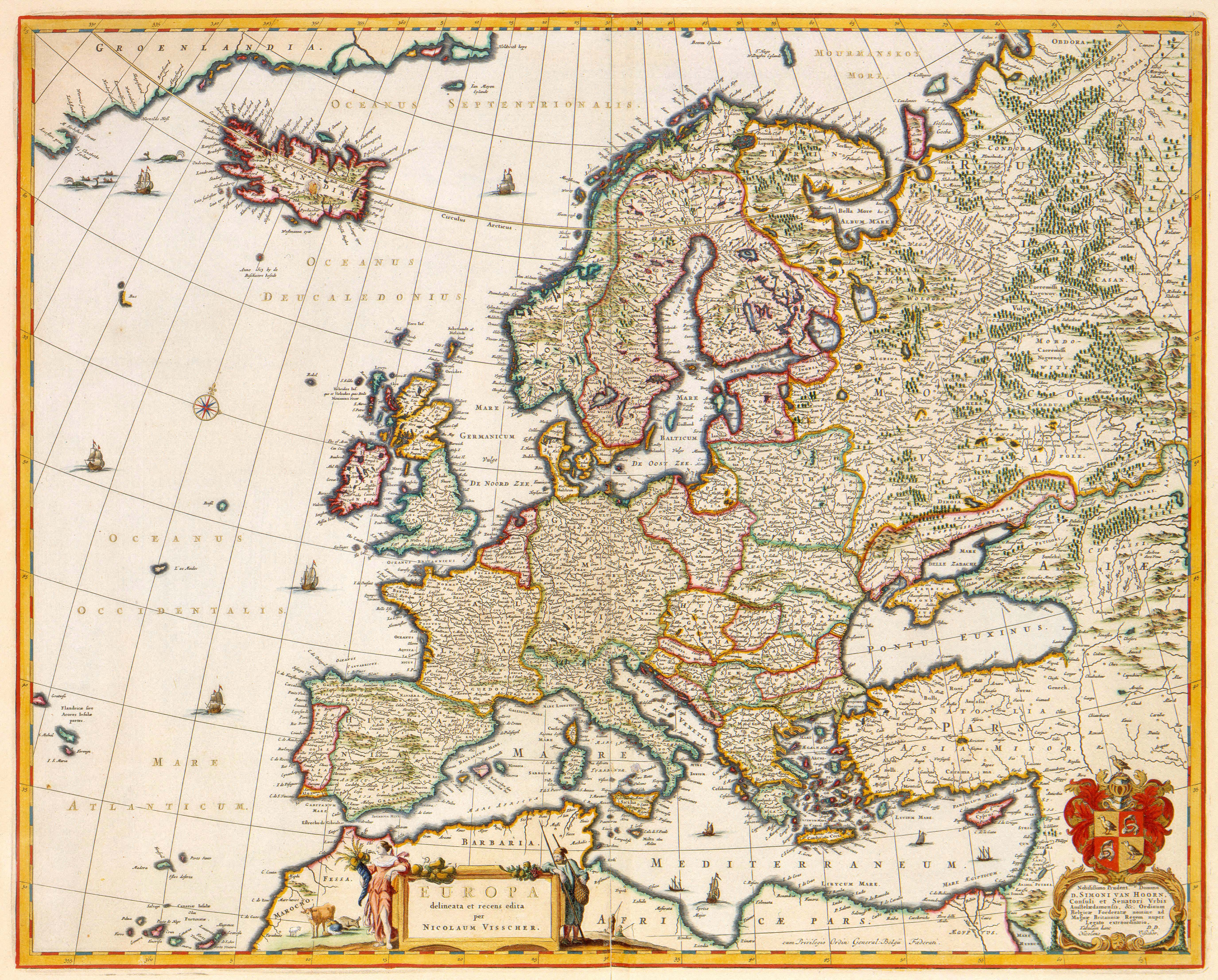
Mapa Europy Nicolaesa Visschera II; na Oceanie Atlantyckim widoczne Brasil i I-as Maidas

Mayda – fikcyjna wyspa położona jakoby na Oceanie Atlantyckim, od XIV wieku przez ponad pięćset lat umieszczana na mapach.
Po raz pierwszy pojawiła się na mapie Domenica i Francesca Pizziganich z 1367 roku, podpisana jako Brazir. Przypuszcza się, że mógł to być po prostu błąd kartografów, którzy omyłkowo zdublowali przedstawioną obok – równie legendarną – wyspę Brasil. Mapa Pizziganich przedstawia wyspę (nazwaną Brasir) w kształcie półksiężyca, co odróżnia ją od zazwyczaj okrągłej na mapach wyspy Brasil; zaznacza też niebezpieczeństwa grożące statkom pływającym po wodach w okolicy wysp, notując, że groźby te są „znane Arabom” (arabskie pochodzenie nazwy „Maida” jest sugerowane, ale nieudowodnione).
Ponownie umieszczono ją w Atlasie katalońskim z 1375 roku, tym razem podpisaną Mam, co stanowi przypuszczalnie zniekształcenie nazwy Wyspy Man. Z kolei mapa z 1384 określa ją Onzele, ale przez cały XV w. praktycznie jedynym określeniem pojawiającym się na mapach było Mam lub Man. W kolejnych dziesięcioleciach legendarną wyspę przedstawiali kolejni twórcy map, nadając jej cały szereg rozmaitych mian: Asmaidas, Bentusla, Bolunda, I man orbolunda czy Vlaanderen. Ta ostatnia nazwa, sugerująca niderlandzki źródłosłów, pojawia się na mapach Merkatora (1569) i Orteliusa (1570), przy czym ten pierwszy pokazuje dodatkową wyspę między Brasil a Maydą, a ten drugi „podstawia” Vlaanderen tam gdzie zazwyczaj lokowano Maydę. Ostatecznie około połowy XVI wieku utrwaliła się nazwa Mayda. Co do jej lokalizacji kartografowie nie byli zgodni i wyspa nieustannie „wędrowała” po Atlantyku, z czasem przesuwając się coraz bardziej ku wybrzeżom Ameryki Północnej. Wcześni żeglarze mieli poważne problemy z ustaleniem długości geograficznej i mapy mogą tę niepewność ukazywać; szerokość geograficzna wyspy była mniej więcej stała – lokowano ją na ogół na wysokości Bretanii. Pomimo położenia wyspy tak daleko na południe opisywano zagrożenia związane z szerokościami północnymi (lód itp.).
Humboldt wspominał w 1836 roku, że Mayda wciąż pojawia się na współczesnych mu mapach; jeszcze w 1906 roku wydano w Chicago mapę, na której znajdowała się Mayda, aczkolwiek nie jest jasne, czy była to utrwalona pomyłka geografów, czy informacja o charakterze historycznym.
Według niektórych hipotez legendarna Mayda może mieć swoje źródło w rzeczywistości. W 1948 roku statek American Scientifist odkrył na pozycji 46°23′N 37°20′W/46,383333 -37,333333 górę podmorską o średnicy 45 kilometrów, która może być pozostałością jakiegoś zatopionego lądu. Przypuszcza się też, że źle udokumentowane obserwacje wysp lub półwyspów wybrzeża amerykańskiego, lub Bermudów dały początek legendzie.
Na cześć legendarnej wyspy nazwana została formacja geologiczna Mayda Insula na Kraken Mare na Tytanie.

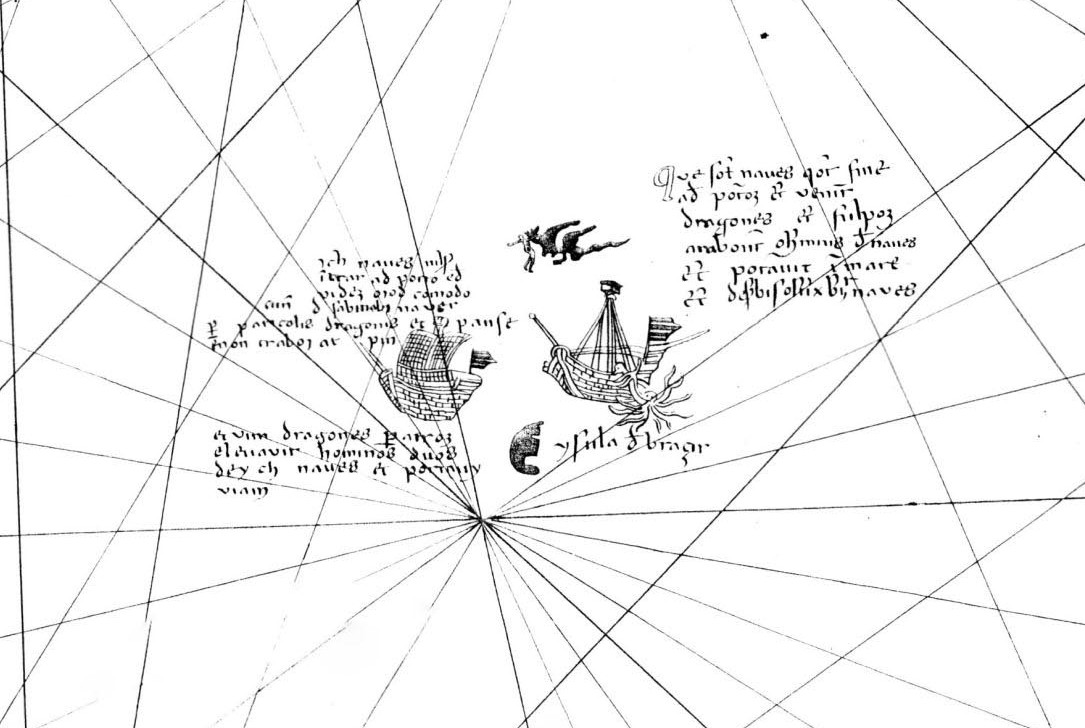
Pierwsze wyobrażenie Maydy (tu Isla de Brazir) z mapy Pizziganich z 1367 roku
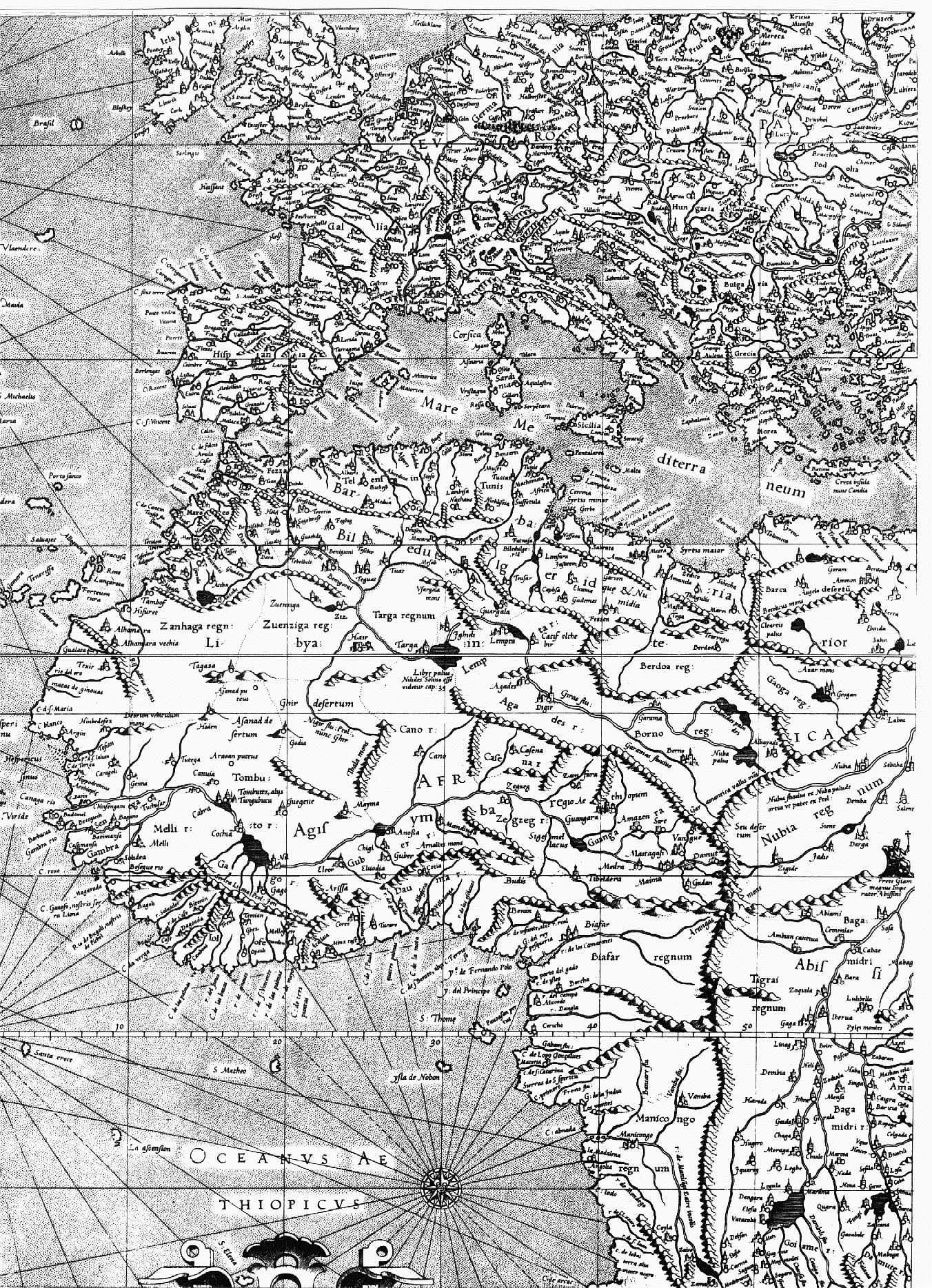
Mapa Merkatora z 1569 roku, pokazująca Brasil, Vlaanderen i Maidę
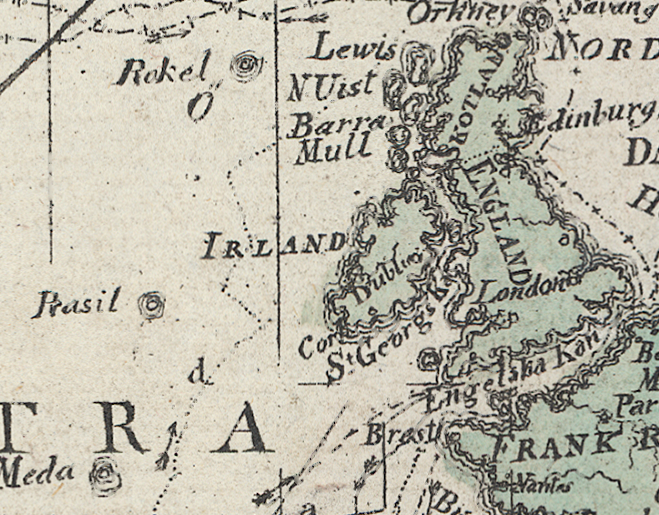
Mayda (Meda) i Brasil na szwedzkiej mapie z 1808 roku